# Matres

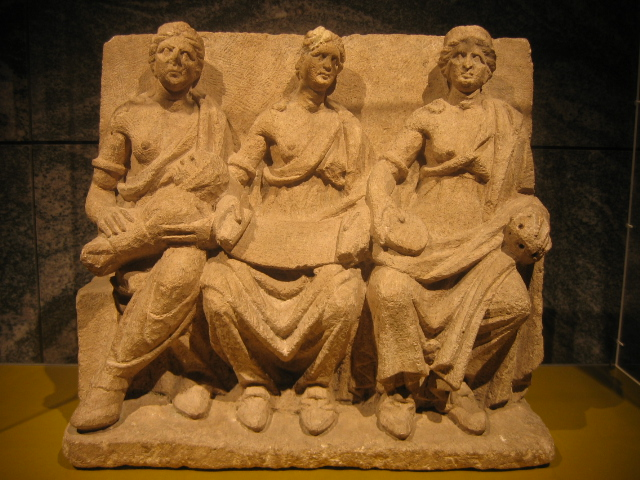
Terracotta reliëf van de Matres, uit Bibracte, stad van de Aedui in Gallië

De Matres (Latijn "Moeders") en Matrones (Latijn "Matrones") waren een groep van meestal drie godinnen uit een Keltisch-Germaanse cultus uit de klassieke oudheid. Zij worden vaak als drietal afgebeeld op votiefstenen en altaren met inscripties die soms Keltische en soms Germaanse namen bevatten. Bij de Germanen werden ze vereerd in streken onder Romeinse invloed. Bij de Kelten werden ze vereerd in Gallië, Noord-Spanje en Noord-Italië.
Gegevens over de religieuze cultuspraktijk rond de Matres zijn beperkt tot wat men op de stenen terugvindt: hun afbeelding en de inscripties, waarvan er zo'n 1100 zijn geattesteerd. De Germaanse Matres zijn geassocieerd met de latere Germaanse dísir, Walkuren en Nornen die wijdverbreid in de 13e-eeuwse bronnen worden geattesteerd.

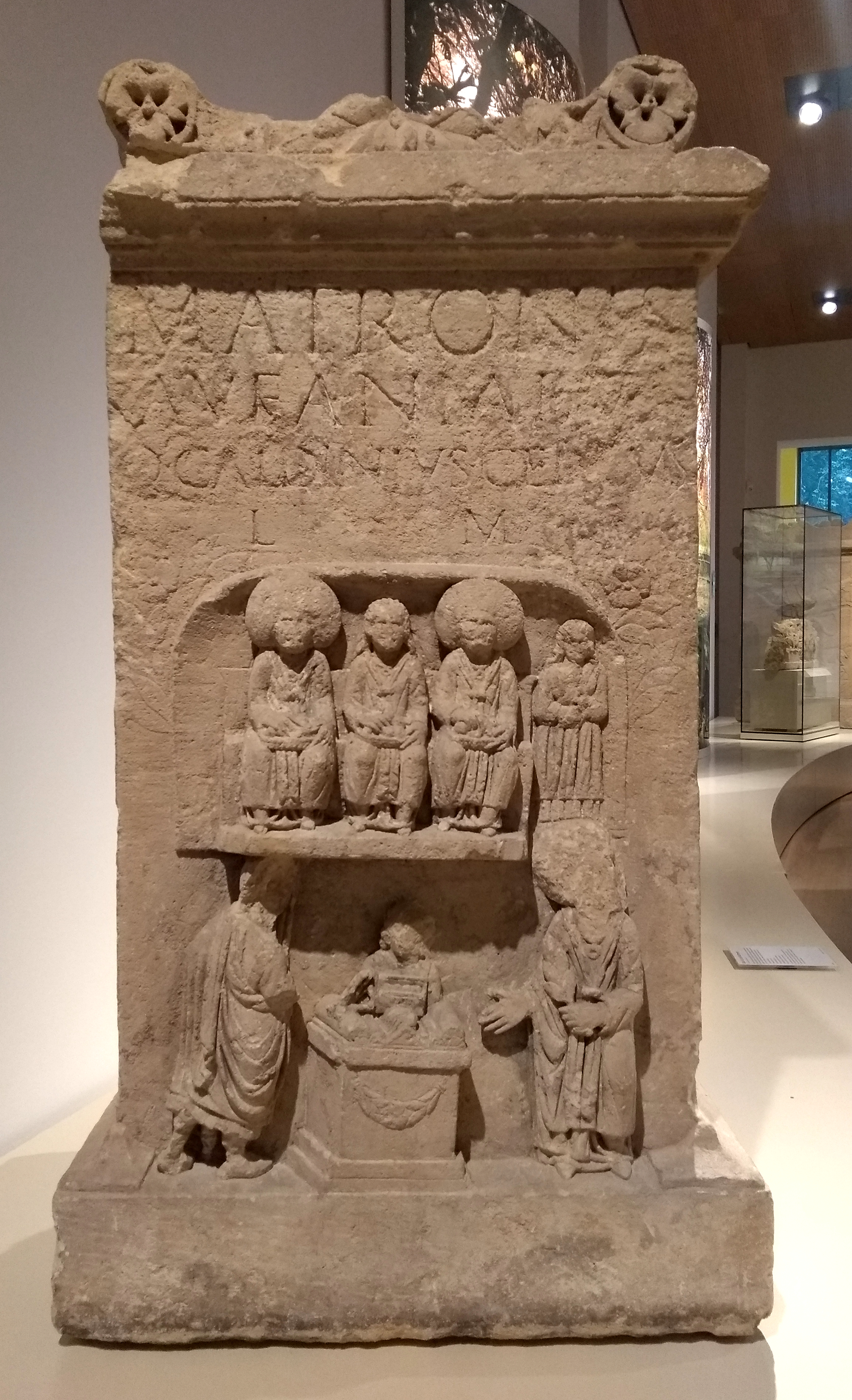
De Aufanische Matronae uit de Munster van Bonn (LVR-LandesMuseum Bonn)

Matres verschijnen ook op votiefreliëfs en in inscripties op andere plaatsen, die door het Romeinse leger werden bezet, zoals Zuid-Oost-Gallië, waaronder Bibracte (zie illustratie) en eveneens in de oude Keltisch-Romeinse cultuur van Pannonia, in de vorm van gelijkaardige reliëfs en inscripties als de Nutrices Augustae, de "Voedsters van Augustus", gevonden in de Romeinse sites van Ptuj, Lager-Steiermark.

## Cultus
Verering van de drie godinnen bereikte in de 2e en 3e eeuw met name in de noordwestelijke provincies van het Romeinse Rijk een sterke verbreiding. Vooral in Duitsland, het gebied ten noorden van de Eifel en tussen Rijn en Maas, waren heiligdommen met in totaal honderden votiefmonumenten ter ere van zulke drietallen. In meer dan 500 inscripties worden ze genoemd als Matronae of Matres. Ook een altaar voor een drievoudige Nehalennia, aangeboden door Marcus Justinianus Albus, is gevonden.

## Attributen en motieven
Matres en Matrones vindt men afgebeeld op stenen met of zonder inscripties, zowel op altaren als votiefgiften. De afbeelding is altijd in vooraanzicht. Ze komen bijna uitsluitend voor als triaden, en telkens zit er één figuur bij met een fruitmand op de schoot. Deze dames kunnen staand of zittend zijn afgebeeld. Bij sommige afbeeldingen is de middelste figuur met loshangend haar afgebeeld en draagt ze een hoofdband. De andere twee lijken een opgestoken haartooi of hoed te dragen. Er zijn ook afbeeldingen met offermotieven zoals wierook branden, of varkens, en eveneens kommen met fruit. Soms zijn de Matres zogend afgebeeld of houden ze een kind op de schoot. Meestal vindt men niet één maar meerdere altaren en stenen tegelijk rond tempelgebouwen en heiligdommen.
Vaak terugkerende motieven zijn die van slangen, kinderen en luiers. De versieringen bestaan uit motieven van vruchten, en ook planten en bomen.
Volgens Rudolf Simek zou het loshangend haar verwijzen naar de meisjestijd van de vrouw, terwijl het opgestoken haar de gevestigde status zou weergeven. De slangen zouden volgens hem geassocieerd zijn met de geest van de overledenen of de onderwereld, en de kinderen en luiers zouden erop wijzen dat deze Matres en Matrones een beschermende functie hadden ten opzichte van de familie, en ook als vroedvrouw optraden.

## Theorieën
Het zijn niet alleen maar vruchtbaarheidsgodinnen ten aanzien van de bodem, maar ze worden ook als beschermsters van huwelijk en moederschap beschouwd.
Er zijn meer dan honderd namen en bijnamen van matrones gerecenseerd. Die welke voor interpretatie vatbaar zijn verwijzen hetzij naar een stam, hetzij naar een territorium (bijvoorbeeld suebae: "Suaben"), en soms ook naar hun functie (veel namen zijn afgeleid van *gebō: "geven", zoals Gabiae: "zij die schenken").
Volgens R. Pascal zouden de Drie Maria's de gekerstende versie zijn van de Matres en Matrones.

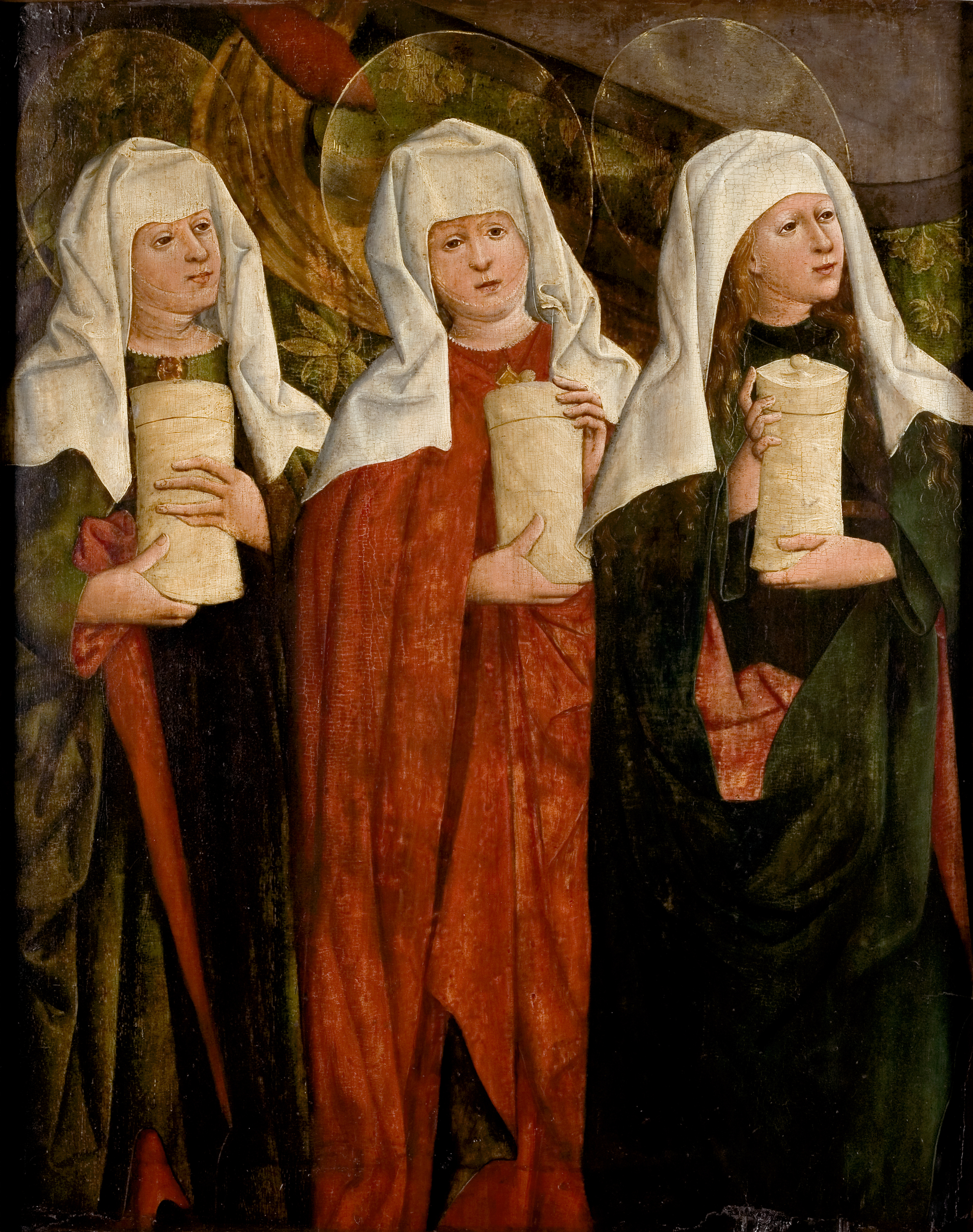
De Drie Maria's, Mikołaj (Nicolaus) Haberschrack, 15e eeuw